# Poker Uncovered
Poker Uncovered was een Nederlands tv-programma over poker van voormalige televisiezender Tien, en werd gepresenteerd door Sijbrand Maal en Horace Cohen.
In het programma Poker Uncovered werden alle geheimen uitgelegd van pokerspelers. Dit alles werd geanalyseerd door beroemde pokerspelers, die uitlegden waarom ze datgene deden tijdens die seconden dat ze aan de beurt waren.

## Commentaar
- Doyle Brunson
- Joe Hachem
- Jennifer Harman
- Rolf Slotboom
- Gus Hansen